# Khonsa
Khonsa ist ein Ort im Bundesstaat Arunachal Pradesh im Osten Indiens. Khonsa gehört zum Distrikt Tirap und ist dessen Verwaltungssitz.

## Geographie
Changlang befindet sich im Süd-Osten von Arunachal Pradesh auf einer Höhe von 1215 Metern.

## Demographie
Gemäß der Volkszählung in Indien 2011 hat Khonsa eine Einwohnerzahl von 9928. Der Männeranteil der Bevölkerung betrug dabei 58,1 %, der Frauenanteil 41,9 %. Khonsa hat einen Alphabetisierungsgrad von 85 %, welcher höher als der nationale Durchschnitt von 59,5 % ist. 11,27 % der Bevölkerung sind unter 6 Jahre alt.